# 大聖堂 (レイモンド・カーヴァーの小説)
『大聖堂』（だいせいどう、原題：Cathedral）は、アメリカの小説家レイモンド・カーヴァーの短編小説。

## 概要
『アトランティック・マンスリー』1981年9月号に掲載された。1983年9月15日刊行の短編小説集『大聖堂』（クノップフ社）に収録。生前に出版された精選作品集『Where I'm Calling From: New and Selected Stories』（アトランティック・マンスリー・プレス、1988年5月）にも収録された。
本作品は『ベスト・アメリカン・ショート・ストーリーズ 1982』（ホートン・ミフリン社）に選ばれている。同書1982年版のゲスト編集者はカーヴァーの師であるジョン・ガードナーであったが、ガードナーは同年9月14日にオートバイ事故により亡くなっている。
盲人ロバートにはモデルがある。カーヴァーのパートナーのテス・ギャラガーの友人、ジェリー・キャリヴォーは生まれたときから目が見えなかったが、シアトルの警察署の調査開発課という部署に勤めていた。テス・ギャラガーはその部署で1970年に1年間ばかり彼の部下として働いていたことがあった。カーヴァーがニューヨーク州シラキュース大学で教鞭をとっていた頃、キャリヴォーはシラキュースに住むカーヴァーとテスを訪ね、それが本作品のアイデアのもととなった。
ボブ・エーデルマンの写真集『Carver Country: The World of Raymond Carver』（チャールズ・スクリブナーズ・サンズ、1990年9月7日）には、本作品の一節と共にジェリー・キャリヴォーの写真が収められている。

## 日本語版
- 日本語版は『海』1983年5月号が初出。翻訳は村上春樹。それから間もなくして、村上が作品のセレクトを行った短編集『ぼくが電話をかけている場所』（中央公論社、1983年7月25日）に収録される。カーヴァーの死後、中央公論社は個人全集の刊行を始めるが、本作品を収録した『大聖堂』は最初に配本された（1990年5月20日刊行）。12編の作品から成る『Carver's Dozen レイモンド・カーヴァー傑作選』（中央公論社、1994年12月7日）にも収録されている。

- 訳者の村上は本作品に「カセドラル」というルビをふっているが、短編集『大聖堂』にはルビはふっていない。本稿のよみがなは、便宜上短編集とあわせて「だいせいどう」とした。

- 最後の文章「"It's really something," I said.」を村上は「『たしかにこれはすごいや』と私は言った」と訳したが、『Carver's Dozen レイモンド・カーヴァー傑作選』（1994年）版のみ、「『まったく、これは』と私は言った」に変えている。この変更についての読者からの問い合わせに対し、村上は次のように述べている。「あとになって読み直すたびに、『これはちょっと違う。やはり訳しすぎたんじゃないか』という思いを抱きつづけていました（僕はけっこう長く物事にこだわる性格なのです）。それで、僕として今では『まったく、これは』というクールな言葉遣いの方が、長い距離をとって眺めてみれば、よりカーヴァーの世界に近いと感じています」[4]